# Petligger

1) Hoedligger, 2) Petligger

Een petligger, ook wel THQa-ligger genoemd, is een stalen balk waarvan de doorsnede de vorm van een pet heeft.

## Toepassingen
Een petligger wordt voornamelijk gebruikt om verdiepingsvloeren van gewapend beton te dragen, vloertypen zoals kanaalplaat-, breedplaat- en/of staalplaatbetonvloeren.
De ligger is opgebouwd uit vier stalen platen: een brede, aan één zijde uitstekende onderflens, met daarop twee verticale lijfplaten, die ook onder een hoek kunnen worden geplaatst, zoals bij "Deltabeam". Tussen de lijfplaten is een dikke bovenflens gelast met een stompe las tegen de lijfplaten.
Met het toepassen van een petligger kan de totale dikte van de vloer beperkt worden omdat de ligger in de vloer geïntegreerd kan worden: doordat de bovenflens niet uitsteekt ten opzichte van het lijf (het verticale gedeelte) zoals bij een IPE-balk wel het geval is kan de vloer direct op de bovenkant van de uitstekende zijde van  onderflens gelegd worden. Een term die voor deze toepassing wordt gebruikt is geïntegreerde ligger.

## Hoedligger

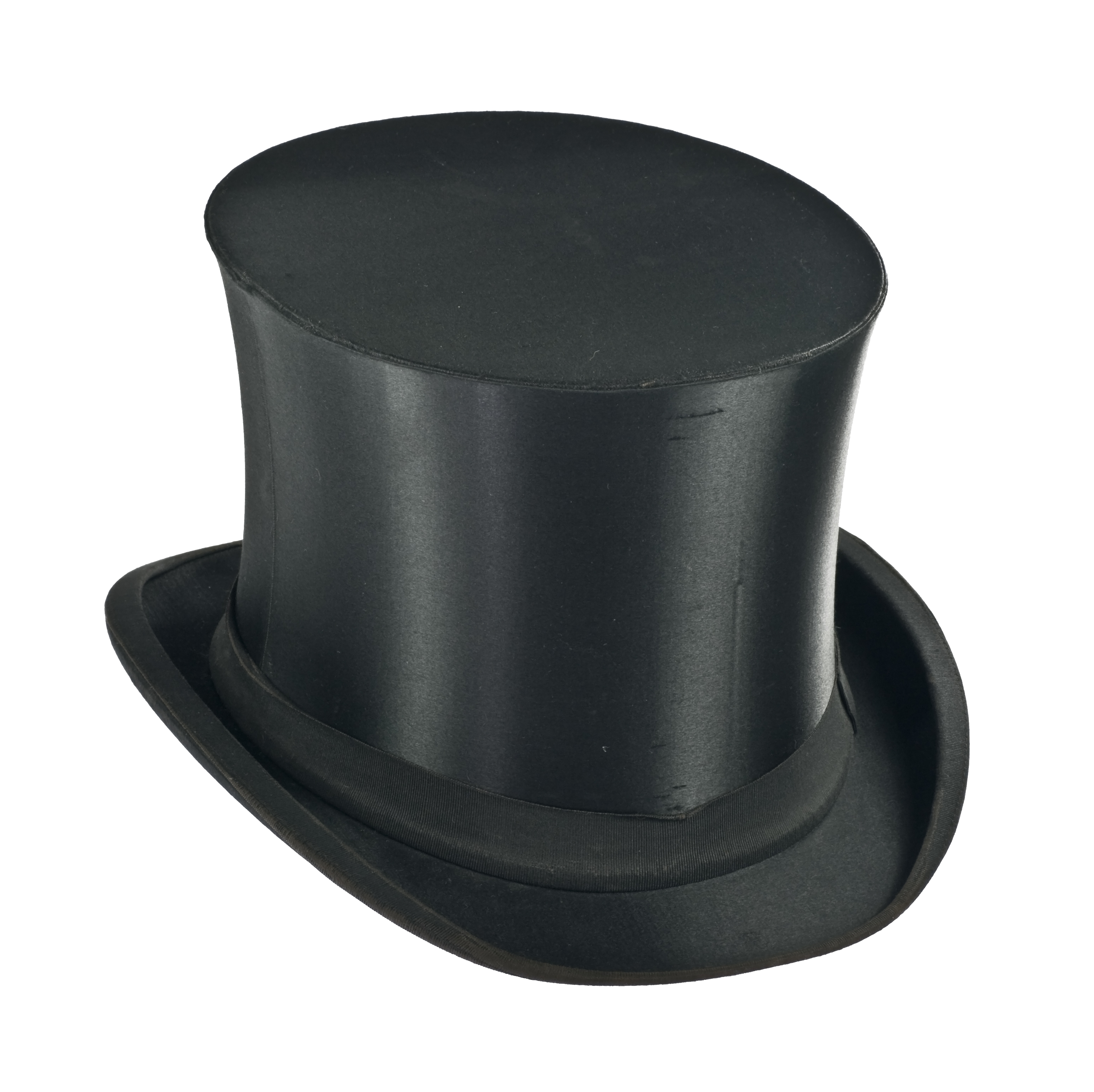
Hoge hoed

De petligger is een variant op de hoedligger, die ook wel THQ-ligger genoemd wordt, een afkorting van Top Hat Q beam (hoge hoed). Voor petligger wordt de afkorting THQa gebruikt. Bij een verdieping die uit meerdere velden bestaat kan de petligger in combinatie met hoedliggers gebruikt worden, waarbij hoedliggers in het veld tweezijdig opgelegd wordt en de petliggers aan de randen eenzijdig opgelegd wordt. De buigstijfheid van een hoedligger is ook groter dan die van een petligger, mede doordat de grotere oppervlakte van tweezijdige onderflens van invloed is op de oppervlaktetraagheidsmoment (× elasticiteitsmodulus) van de doorsnede.

## Lassen
De platen van THQ(a) ligger wordt doorgaans aan elkaar gelast met een enkelzijdige las, waarbij niet echt rekening gehouden wordt met een excentrische belasting. Het apart doorrekenen van de benodigde sterkte van de las, waarbij rekening gehouden wordt met de werkelijke torsiestijfheid van deze type ligger en de wijze van verbinding met bouwkundige kolom, is daarom in specifieke gevallen raadzaam bleek bij het uitvoeren van Nationaal Militair Museum.

## Varianten
Andere varianten op de hoed- en petligger zijn SFB en IFB-liggers: "Slim Floor Beam" (slanke vloerligger) en "Integrated Floor Beam" (geïntegreerde vloerligger). Deze zijn minder goed berekend op torsie dan de hoed- en petligger vanwege het ontbreken van een koker maar relatief beter op brandwerendheid vanwege de mogelijkheid om wapening in te bedden aan weerszijden van het lijf.